# 李玉成
李玉成（1944年4月—2020年9月28日），男，河北省赞皇县人，中华人民共和国政治人物，曾任中国法官协会副秘书长，河北省高级人民法院院长，二级大法官，最高人民法院审判委员会委员，中央纪委驻最高人民法院纪检组组长等职。

## 生平
1967年毕业于北京政法学院法律系，后在黑龙江省北安县农场劳动。1969年开始在辽宁省沈阳市革委会工作。1981年6月起，历任最高人民法院秘书、审判员，办公厅副主任、主任，告诉申诉审判庭庭长，办公厅主任兼机关事务管理局局长等职。1995年起，历任河北省高级人民法院代院长、院长等职。2002年7月，任中央纪委驻最高人民法院纪检组组长。2008年8月，任最高人民法院审判委员会委员。2009年5月退休。晚年担任最高人民法院咨询委员会副主任、中国法官协会法院文化分会会长、中央国家机关美术家协会副主席等职。2020年9月28日4时35分在北京逝世，享年76岁。

## 出版物
- 李玉成. . 北京: 人民法院出版社. 2006. ISBN 7-80217-129-6.